# 한민 (1981년)
한민(1981년 11월 13일 ~ )은 대한민국의 배우이다.

## 학력
- 세종대학교 영화예술학과

## 출연작

### 영화
- 《내 사랑 싸가지》 (2004년) - 현주 역
- 《동해물과 백두산이》 (2003년) - 수연 역
- 《여고괴담 두번째 이야기》 (1999년) - 시은 짝 역

### 드라마
- 《원티드》 (SBS, 2016년) - 김상미 간호사 역
- 《용팔이》 (SBS, 2015년) - 한간호사 역
- 《파랑새의 집》 (KBS2, 2015년) - 배다정 역
- 《삼총사》 (tvN, 2014년) - 정명공주 역
- 《제3병원》 (tvN, 2012년) - 간호사 역
- 《드라마시티 - 그 녀석들의 오해 혹은 진실》 (KBS2, 2007년) - 수정 역
- 《드라마시티 - 연꽃 피던 날》 (KBS2, 2007년) - 영란 역
- 《드라마시티 - 누가 사랑했을까》 (KBS2, 2006년) - 유흔 / 영애 역
- 《서울 1945》 (KBS1, 2006년) - 최송희 역
- 《직지》 (MBC, 2005년) - 묘덕 역
- 《사랑도 리필이 되나요?》 (KBS2, 2005년) - 홍미주 역
- 《드라마시티 - 김동준이 사는 동네》 (KBS2, 2004년) - 서영 역
- 《소풍가는 여자》 (SBS, 2004년) - 금송이 역
- 《MBC 베스트극장 - 옛사랑》 (MBC, 2004년) - 은영 / 연진 역
- 《진주 목걸이》 (KBS2, 2003년) - 양세라 역
- 《학교 4》 (KBS, 2001년) - 진효정 역
- 《비밀》 (MBC, 2000년)

## 예능
- KBS 장미의 전쟁 산장미팅

## 광고
- 2001 오뚜기 비냉 - 세자매
- 2004 소보로 - 교실 편
- 2006 레모나D